# Cravate

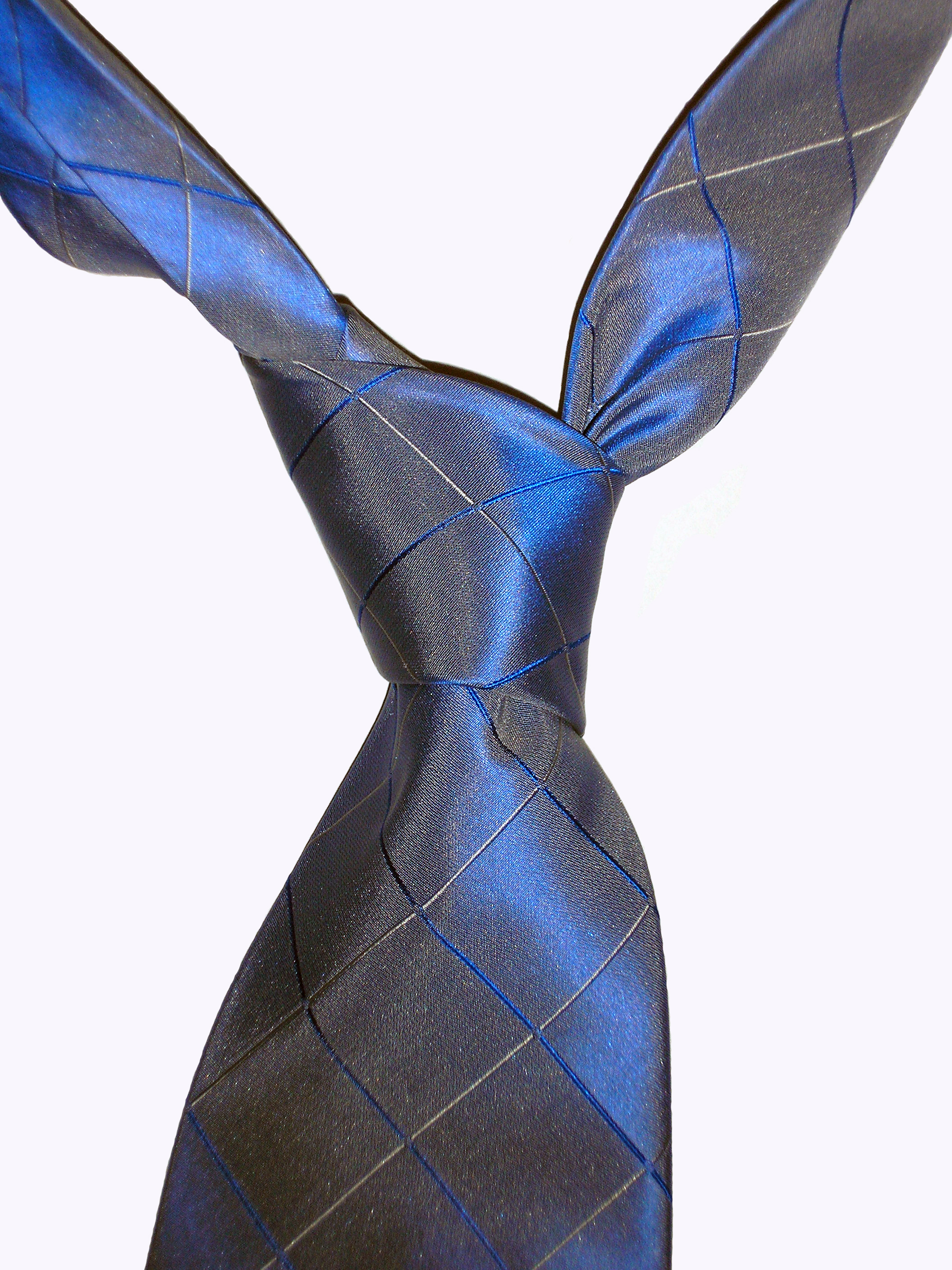
Nœud sur une cravate de soie bleue à motifs.

Pour l’article homonyme, voir Cravate (code vestimentaire).
Une cravate  est un accessoire de mode composé d'une bande de tissu destinée à être passée autour du cou, sous le col d'une chemise, et qui se noue par devant. Elle dissimule les boutons de fermeture de la chemise. Elle peut être de différentes teintes et présenter des motifs variés.
La cravate fait surtout partie de la garde-robe masculine standard. Peu de femmes en portent une, notamment sur un tailleur ou un chemisier. 
Il existe différents nœuds de cravate, qui peuvent être serrés ou lâches, formels ou plus ornementaux. Les cravates militaires, dites aussi cravates de sécurité, ont un clip rapide et un nœud permanent. Les cravates peuvent être de différentes largeurs (de 4 à 9,5 cm).
L'éventail des prix est extrêmement ouvert, en Europe, de quelques euros à plusieurs centaines d'euros, autant selon le prestige du fabricant et le mode de commercialisation qu'à partir du coût réel de l'étoffe, du coût de la main-d'œuvre et du design.
C'est un objet n'ayant aucun intérêt vestimentaire particulier, servant seulement d'apparat, qui s'est imposé, durant le XXe siècle, comme un standard vestimentaire, souvent associé au port d'un costume, chez les hommes aisés ou occupant un emploi les mettant en visibilité devant un public.
Le port de la cravate est aujourd'hui autant perçu comme un signe de distinction sociale que comme une contrainte sociale quasiment toujours abandonnée hors de tout contexte professionnel.

## Histoire de la cravate

### Origine

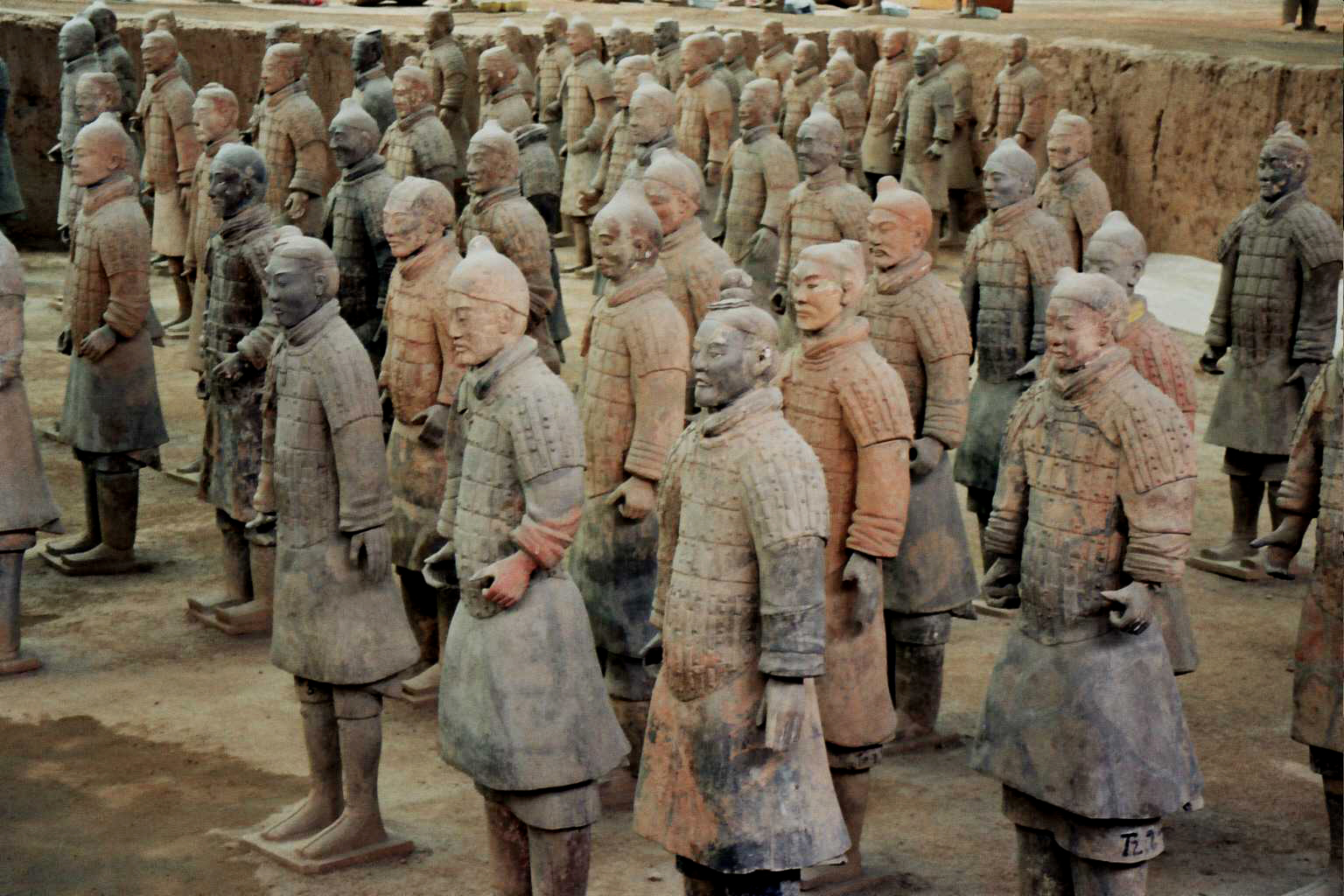
Statues de soldats de l'empereur Qin dans sa tombe.

Les origines de la cravate sont anciennes. Les soldats de la garde personnelle de l'empereur Qin Shi Huangdi (IIIe siècle av. J.-C.) sont « cravatés » d'un nœud en soie comme le montre le mausolée de l'empereur Qin. Les orateurs et légionnaires romains portent le focalium (du latin fauces, la « gorge »), sorte d'écharpe en laine ou en soie autour du cou pour se protéger du froid. Parfois, ils nouent autour de leur cou une sorte de mouchoir appelé sudarium.

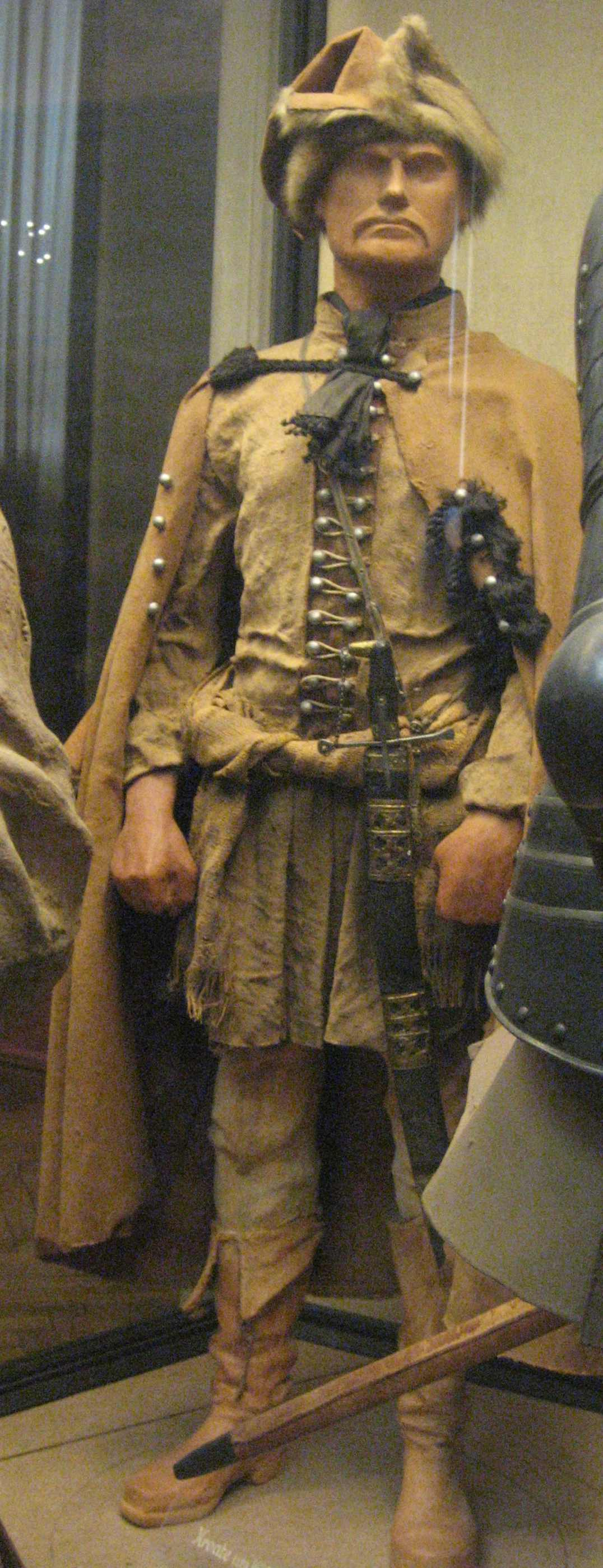
Costume de hussard croate de 1630 comportant une écharpe.

La cravate moderne est un attribut vestimentaire particulier d'un régiment de hussards croates (en croate ; API : xřʋaːt), créé au XVIIe siècle sous Louis XIII, et dont l'uniforme comprenait une écharpe blanche dont la mode gagnera la cour de France. Ce régiment de cavalerie légère recevra de Louis XIV, en 1666, le nom de Royal-Cravates. Il est aujourd’hui le 10e régiment de cuirassiers de l'armée française. Le mot cravate tire de là son origine, une déformation du mot croate.
La mode du port de la cravate en Europe paraît débuter pendant ce siècle. Elle commence alors à remplacer les jabots de dentelle, qui eux-mêmes avaient supplanté les fraises, plus encombrantes et certainement moins confortables. La cravate est alors généralement une large bande de coton ou de lin, décorée de dentelles. Cette bande est enroulée autour du cou et nouée sur le devant en laissant pendre les deux extrémités.
Sous Louis XIV, on commence à agrémenter ce nœud de rubans multicolores. C'est également le Roi Soleil qui crée la « fonction » de « cravatier ». Celui-ci dépend du « Grand Maître de la Garde Robe » dont la charge a été créée en 1669. Le cravatier appartient donc aux services de la chambre du roi et a le statut d'écuyer. Sa fonction est alors de choisir et d'ajuster la cravate du roi, mais également les boutons de manchette et les diamants.
Vers la fin du XVIIe siècle, c'est au tour de la cravate dite Steinkerque de faire son entrée. Elle apparut lors de la bataille des Flandres du même nom. C'est une cravate au nœud simple dont on passe l'un des pans dans la boutonnière. Celle-ci disparaît au début du XVIIIe siècle pour faire place à de nouvelles modes, notamment le « stock ». Cette dernière est modifiée vers la fin du XVIIIe siècle par l'ajout d'un ruban noir entourant le cou et maintenant les cheveux derrière la tête. Cette cravate est la plus connue de ce siècle, et on la retrouve d'ailleurs dans bon nombre de reconstitutions historiques de l'époque.
Malgré quelques débats houleux sur la place sociale de cet accessoire, la Révolution française ne viendra pas à bout de la cravate, bien au contraire. Alors que les Français s'essaient à une cravate très bouffante, dite à la Garat, du nom du chanteur Pierre-Jean Garat l'ayant popularisée, les Britanniques ne jurent que par la cravate blanche aux nœuds complexes, à l'instar de George Brummell, grand dandy de son époque. Ce type de cravate de couleur noire, porté par Denis Diderot notamment, devient alors à la mode en France.

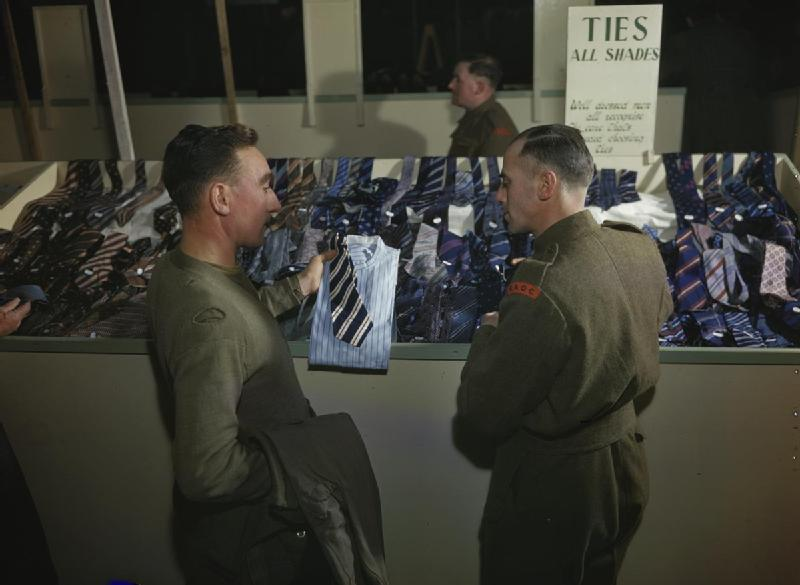
En 1944, dans un centre de démobilisation au Royaume-Uni, un militaire (à gauche), pour choisir une cravate qui puisse s'accorder avec la chemise de sa future tenue civile, est conseillé par un membre des Royal Army Ordnance Corps (à droite).

Peu de temps après[Quand ?], face à la difficulté de nouer ce genre d'accessoires (la plupart étant d'ailleurs vendus déjà montés), apparaît la cravate « régate » qui est véritablement l'ancêtre de notre cravate actuelle. C'est d'ailleurs au même moment qu'apparaît le nœud papillon moderne. Le cravatier new-yorkais Langdorf aura l'idée en 1924 de la couper en diagonale et de l'assembler en trois parties pour en simplifier l'usage. Une invention de taille qui viendra donner à la cravate son aspect actuel.

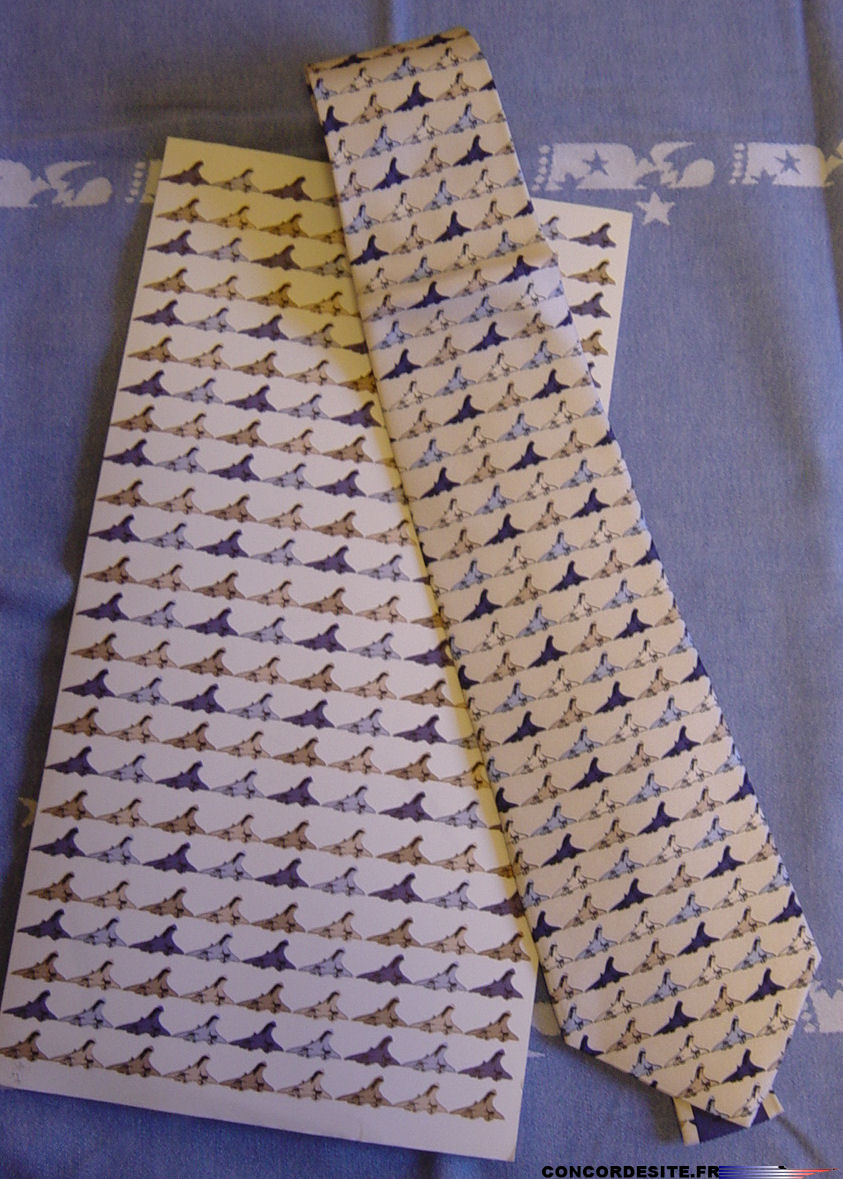
Cravate en soie avec des motifs d'avions Concorde pour Air France.

La cravate en tricot apparaît probablement dans les années 1920 aux États-Unis, de nombreuses photographies montrant par ailleurs l'écrivain Francis Scott Fitzgerald en porter, tout comme par la suite les acteurs Cary Grant et Paul Newman ainsi que le président John Fitzgerald Kennedy. Elle arrive en Europe dans les années 1950, est notamment portée par les Beatles. Lorsqu'elle se termine en pointe, la matière n'a pas été tricotée mais a été tissée sur un métier à plat : on parle alors de grenadine, et d'étamine si le tissu est très fin.

### La cravate aujourd'hui
Au fil des siècles, la cravate a évolué en suivant les codes de la mode. Pour preuve, entre les années 1960 et le début des années 1980, la largeur de la cravate a augmenté de quatorze centimètres. La cravate extra-large accessoirisait très bien le pantalon à pattes d’éléphant et la chemise à col « pelle à tarte » des années disco. Pendant la décennie suivante (années 1980), la cravate fine, également appelée « slim », la cravate tricot (encore appelée cravate en tricot de laine) ou la cravate en cuir connaissent leurs heures de gloire.
Accessoire masculin, elle s'est par la suite déclinée en un accessoire féminin, mais demeure, dans cet usage, assez marginale.
Aujourd’hui la cravate « standard » varie entre 7,5 cm et 8,5 cm de largeur sauf pour la « slim fit » des années 1960 qui fait son retour avec une largeur de 5 à 7 cm : si dans les années 1960, les Rolling Stones, les Kinks ou les Mods portent la cravate fine et influencent l'époque, celle-ci est remise au goût du jour quatre décennies plus tard, entre autres par Hedi Slimane chez Dior.
Accessoire usuel de la mode, la plupart des maisons de mode masculine en réalisent. Elle concurrence le nœud papillon comme accessoire du costume pour les grandes occasions et reste un élément de la tenue habituelle voire de la tenue règlementaire de certaines professions. Certains la considèrent cependant comme un accessoire trop sérieux, symbole du conformisme, de bureaucratie et de technocratie, surtout depuis les années 1980[réf. nécessaire]. Face à ce sentiment, une mode venue des États-Unis autorise les cadres à ne pas porter la cravate le vendredi, veille du week-end : c'est le Friday Wear ou Casual Friday (casual day).

## Principes de fabrication

### L'étoffe d'habillage
Toutes les cravates utilisent une étoffe d'habillage.
L'étoffe d'habillage est une étoffe choisie pour sa qualité esthétique, sa première fonction est en effet de donner les motifs de la cravate : motifs géométriques et figuratifs, couleurs, reflets.
Au-delà des motifs, une matière peut être par ailleurs préférée en raison de ses qualités tactiles (main), de son caractère précieux ou pour la facilité de son nettoyage.
Les étoffes le plus souvent employées sont la soie, la laine, le lin, le polyester et le cuir.
Il existe trois procédés employés pour obtenir des motifs. Ces procédés peuvent être combinés pour l'obtention des motifs, c'est alors le dernier procédé employé pour la fabrication des motifs de l'étoffe qui est généralement déterminant sur les motifs obtenus et qui donne spécifiquement son nom à la cravate.

#### Les cravates tissées

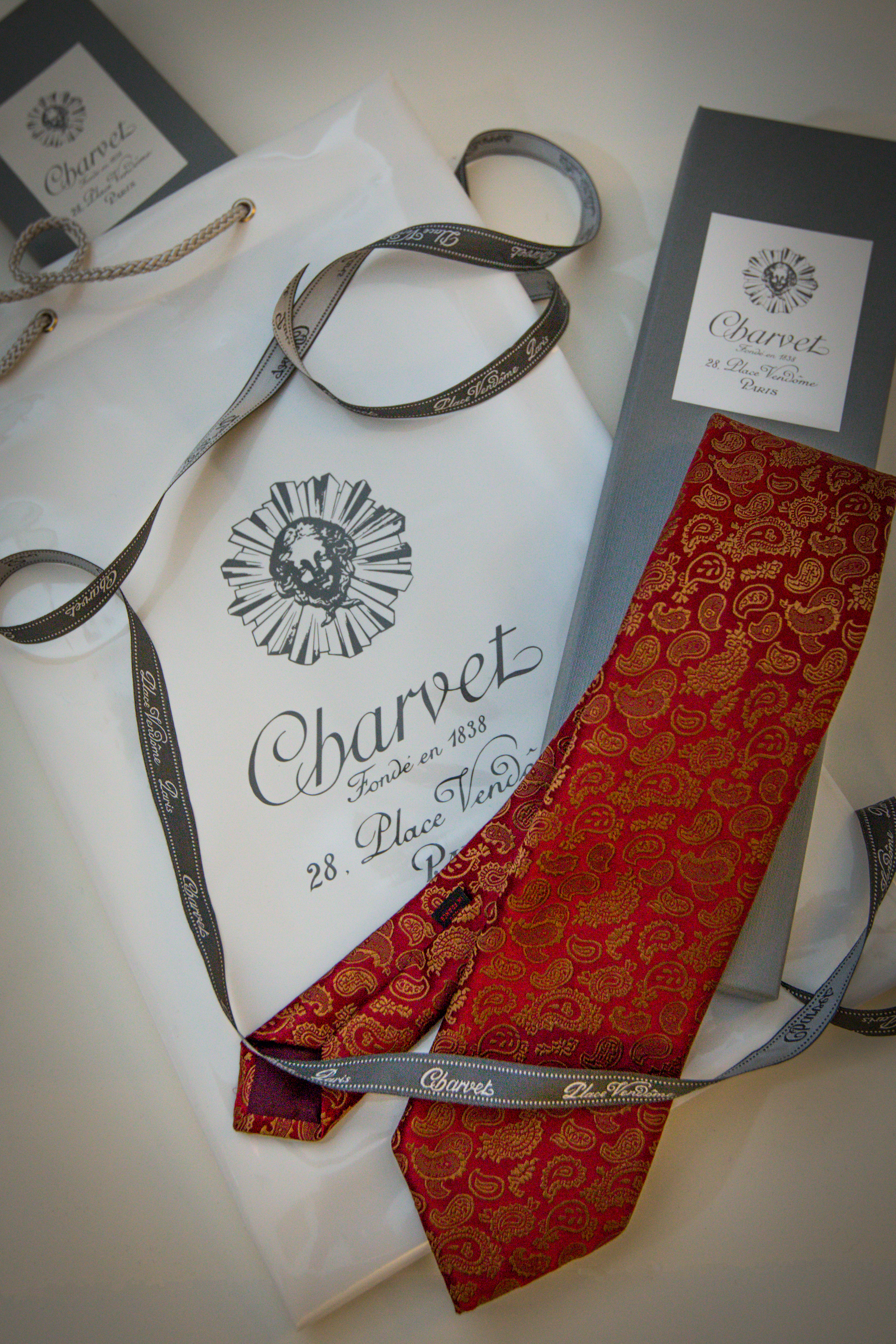
Cravate de la maison Charvet Place Vendôme à Paris.

Les cravates tissées sont les cravates dont les motifs sont formés lors du tissage par l'entrelacement de fils préalablement sélectionnés pour leur matière, leur texture et la couleur dont ils ont été teintés. L'obtention des motifs par tissage est privilégié pour les cravates en laine et en lin. La méthode de tissage est également employée avec le polyester afin d'obtenir un effet moiré. Avec la soie, elle permet d'en orienter la brillance afin d'obtenir des contrastes variant avec le mouvement de la cravate et l'exposition à la lumière, voire d'obtenir un effet métallique, spécialité de la maison Charvet.

#### Les cravates imprimées
Les cravates imprimées sont les cravates dont les motifs sont obtenus par la soumission d'un tissu, généralement tissé de fils teintés d'une couleur, ou d'une matière à la technique d'impression des motifs. Cette méthode permet de réaliser des cravates avec des motifs figuratifs, des motifs plus fins que ceux obtenus par le tissage, ou encore aux couleurs très diversifiées et complexes. Cette technique donne un rendu généralement mat ou uniformément brillant. Elle est privilégiée par la maison italienne Marinella.

#### Les cravates teintées
Les cravates teintées sont les cravates dont les motifs sont obtenus par la soumission d'un tissu ou d'une matière à la technique de la teinture. Essentiellement utilisée pour le cuir, elle permet par ailleurs d'obtenir un effet de nuages ou brouillard de couleurs.

### Procédés de montage
Il existe deux grands procédés de montage d'une cravate : l'assemblage et le 7 plis.

#### Le procédé d'assemblage
Les cravates artisanales comme industrielles sont aujourd’hui généralement réalisées par l'assemblage de trois principales étoffes : une étoffe de matelassage est enveloppée de deux étoffes, l'étoffe d'habillage du côté exposé et sur la longueur de la partie destinée à être contre le corps et l'étoffe de doublure aux extrémités de la partie destinée à être contre le corps.
L'étoffe du matelassage est une étoffe légère mais relativement épaisse. Sa fonction est de donner l'épaisseur, la tenue et de maintenir la forme de la cravate. Cette étoffe est généralement de la ouate. Les indications sur le tissu employé (100 % soie, 80 % soie et 20 % lin…), sur les étiquettes des cravates, ne sont que celles de l'étoffe d'habillage.
L'étoffe d'habillage est découpée de façon à simplement envelopper complètement l'étoffe de matelassage et à être fermée avec des points de couture. L'étoffe de doublure est découpée de façon à simplement couvrir les extrémités de la cravate, dont l'étoffe de matelassage n'est pas cachée par l'étoffe d'habillage ; la doublure est cousue à l'habillage.

#### La cravate sept plis

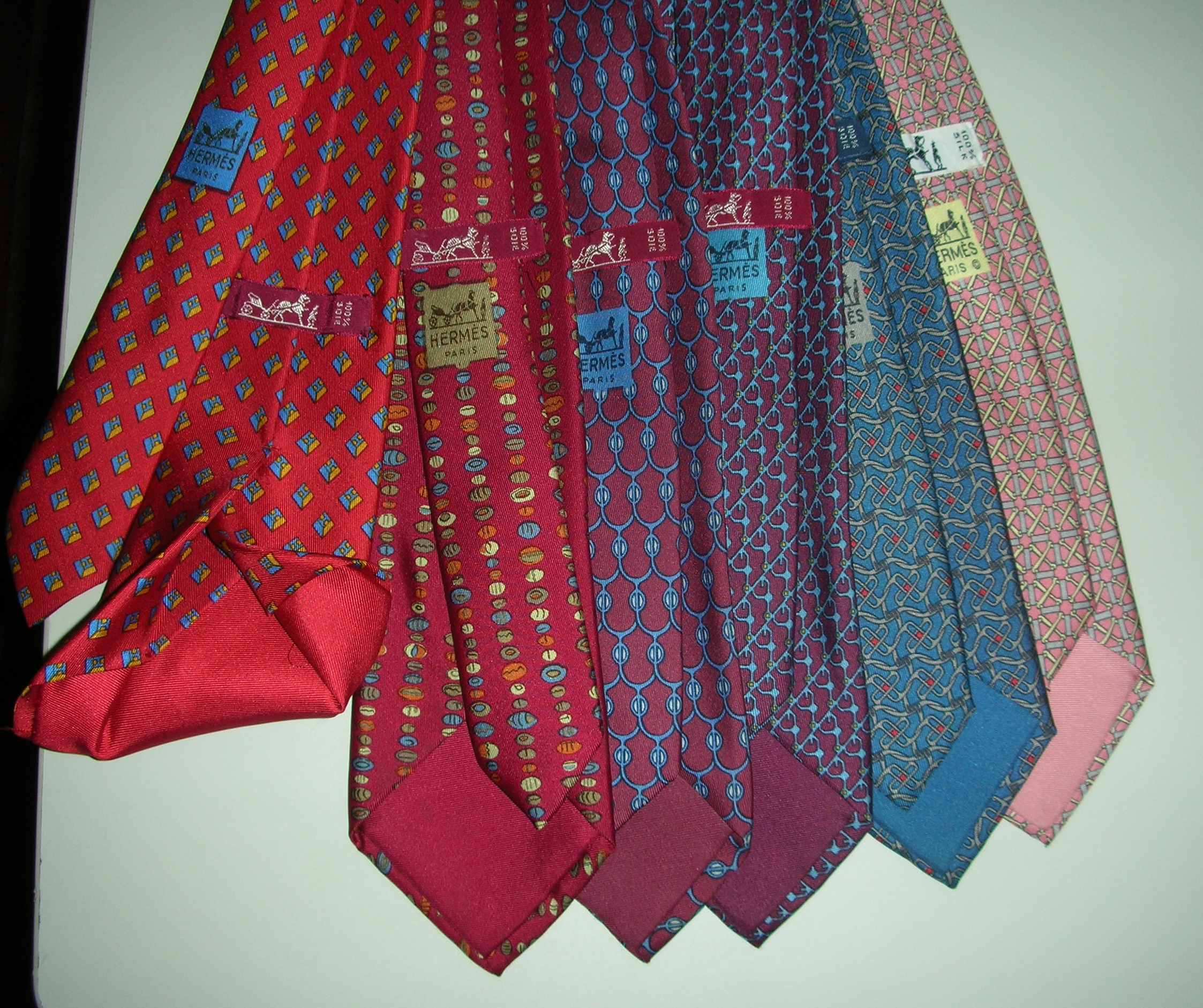
Cravates imprimées de la maison Hermès. Sur la cravate de gauche, le pliage de l’extrémité large indique une cravate sept plis.

Le nom cravate sept plis désigne des cravates formées avec un seul morceau d'étoffe qui en constitue l'épaisseur.
L'origine du nom sept plis renvoie au procédé de montage : l'étoffe (soit uniquement d'habillage, soit d'habillage doublée finement sans matelassage) est découpée en une forme spécifique. Ce morceau d'étoffe est ensuite replié sept fois sur lui-même de façon à donner la forme, l'épaisseur et la tenue à la cravate. Le pliage est enveloppé sur lui-même et fermé par des points de couture.
Il existe aussi des cravates neuf plis sur le même principe.
Il existe enfin de fausses cravates sept plis. L'apparition de ces fausses cravates repose sur le fait qu'extérieurement, sans démonter la cravate, le moyen de vérifier le procédé de fabrication sept plis est de constater six (le 7e étant au-delà du point de couture) ou sept des plis aux extrémités de la cravate. Partant de ce moyen de vérification faillible, certaines entreprises ont donc eu l'idée de fabriquer et vendre sous le nom « sept plis » des cravates sur lesquelles elles ont fait des plis à l'extrémité large ou aux deux extrémités, mais, au-delà de ce pliage, en ayant fabriqué cette cravate par la méthode de l'assemblage décrite ci-dessus : le démontage de ces cravates révèle alors que les plis s'arrêtent juste au-dessus des points de couture, et que l'intérieur de la cravate est rempli d'un matelassage. La production d'une cravate sept plis impliquant une grande quantité de tissu d'habillage, souvent de soie, un prix identique ou inférieur à des cravates fabriquées par assemblage est un indice d'une fausse cravate sept plis.

## Faire un nœud de cravate
La galerie ci-dessous donne la méthode pour l'exécution du nœud de cravate Windsor. Les images donnent l'aperçu du porteur de la cravate (sauf pour la dernière étape).

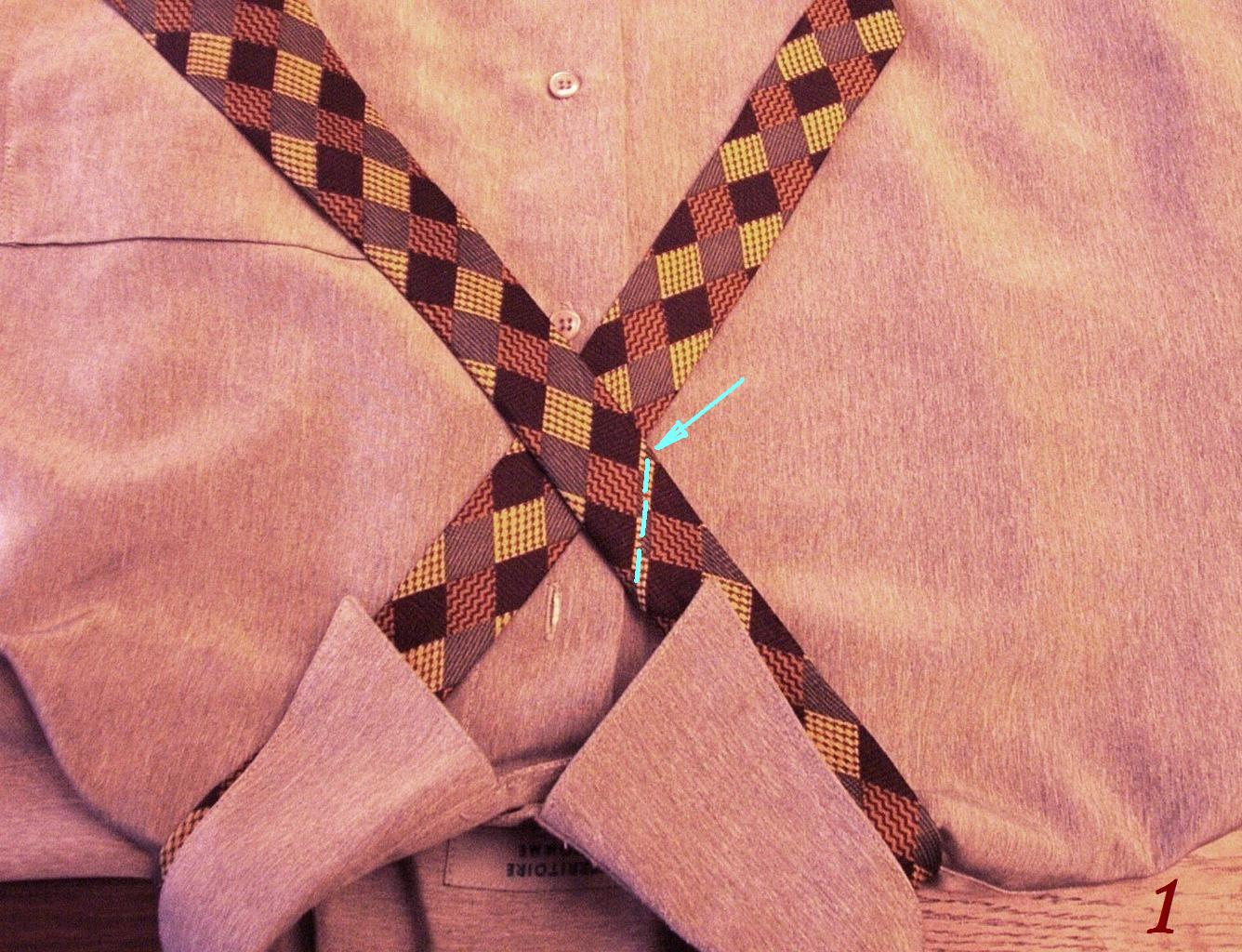
Enrouler la cravate autour du col. Croiser la bande large au niveau de la couture (voir détail).
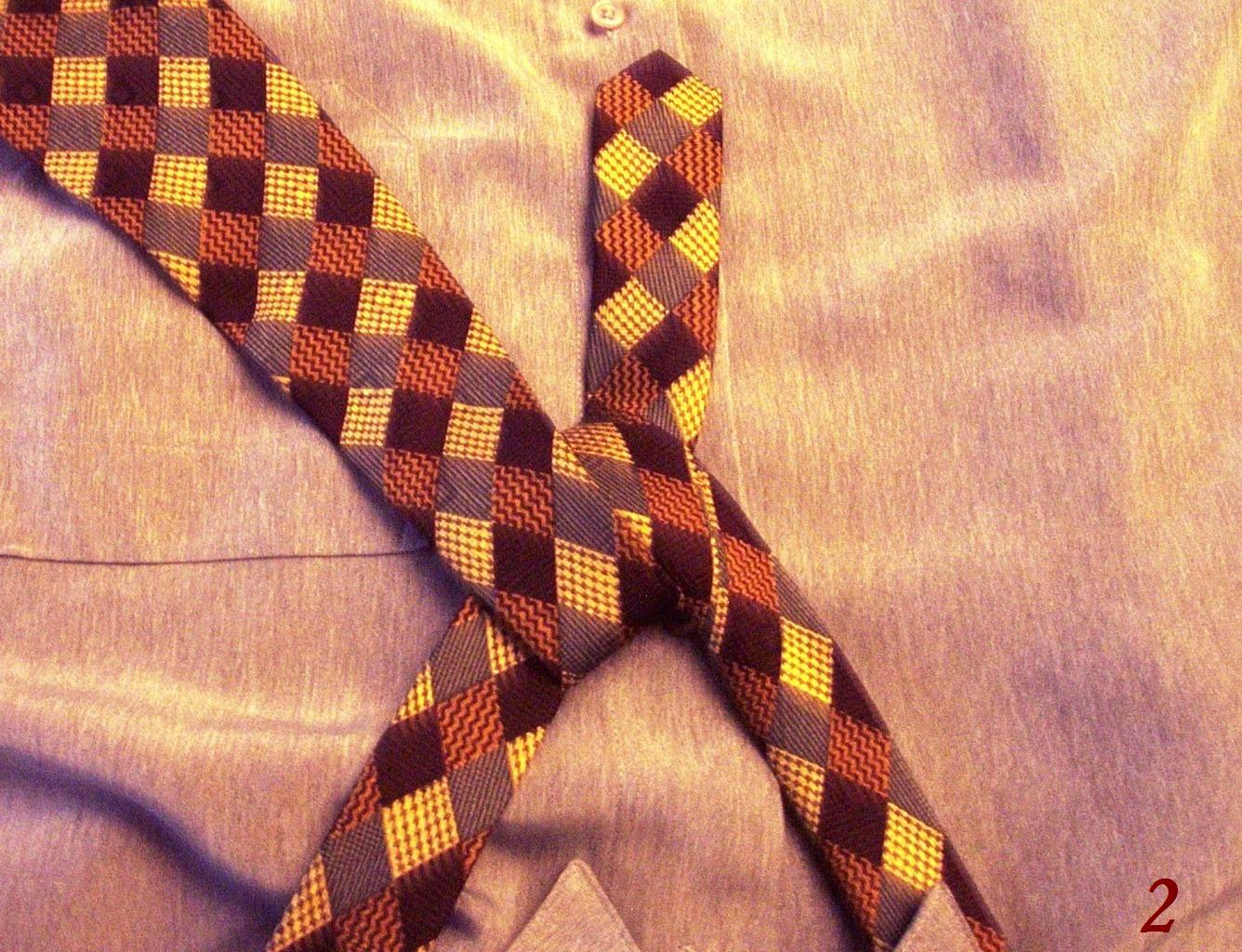
Faire le tour du brin. Tendre légèrement.
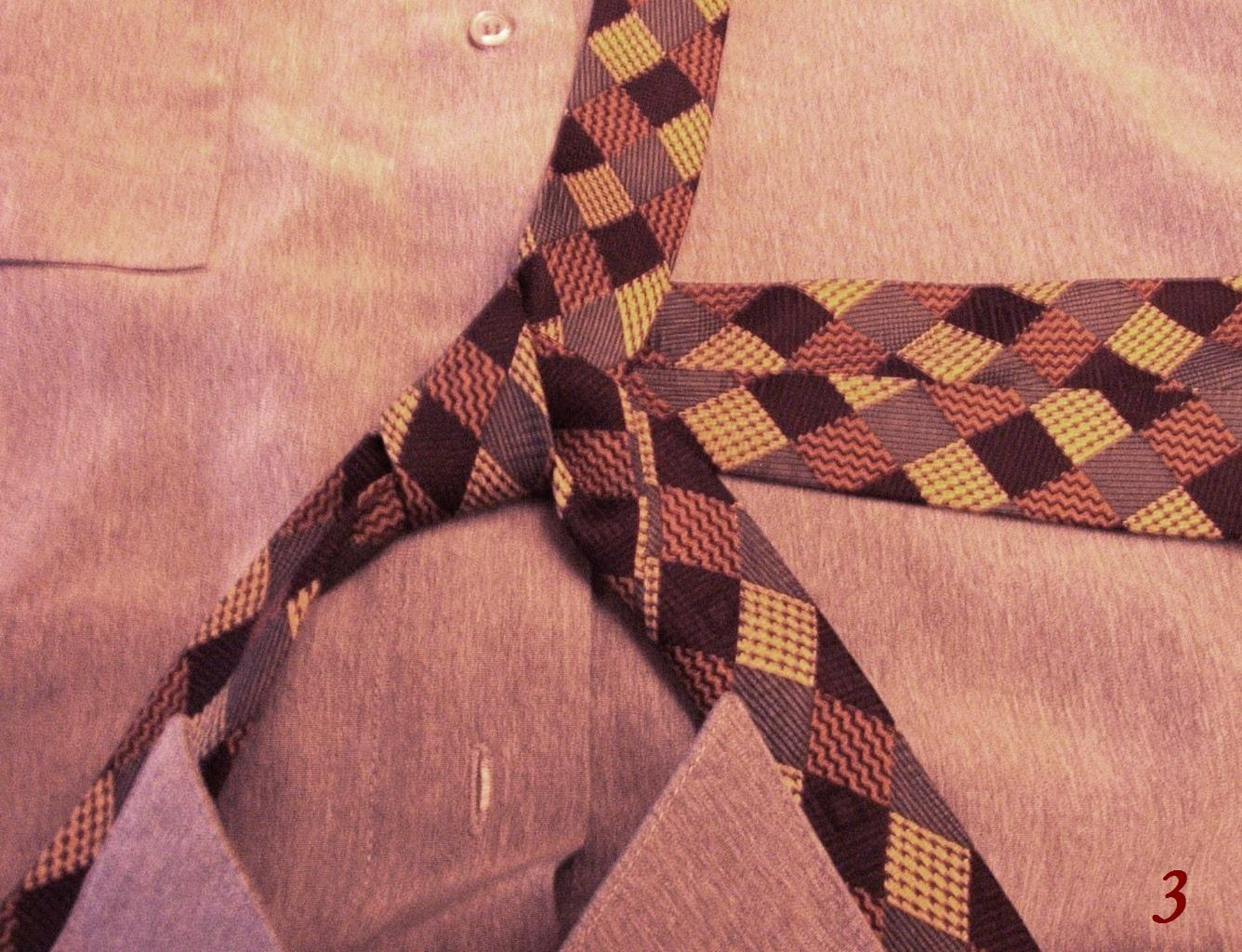
Passer derrière le petit bout. Maintenir tendu.
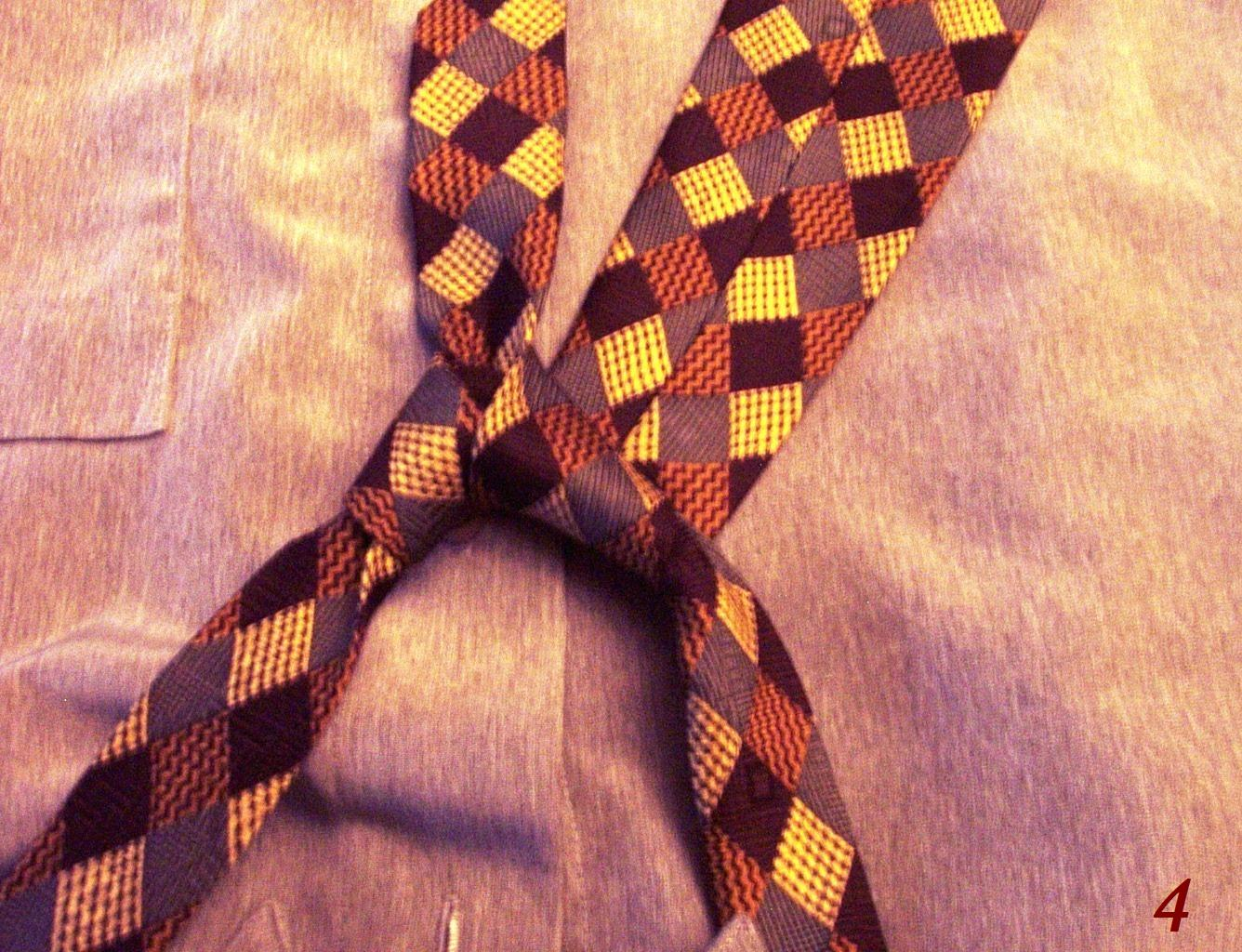
Faire le tour en remontant du deuxième brin. Maintenir tendu.
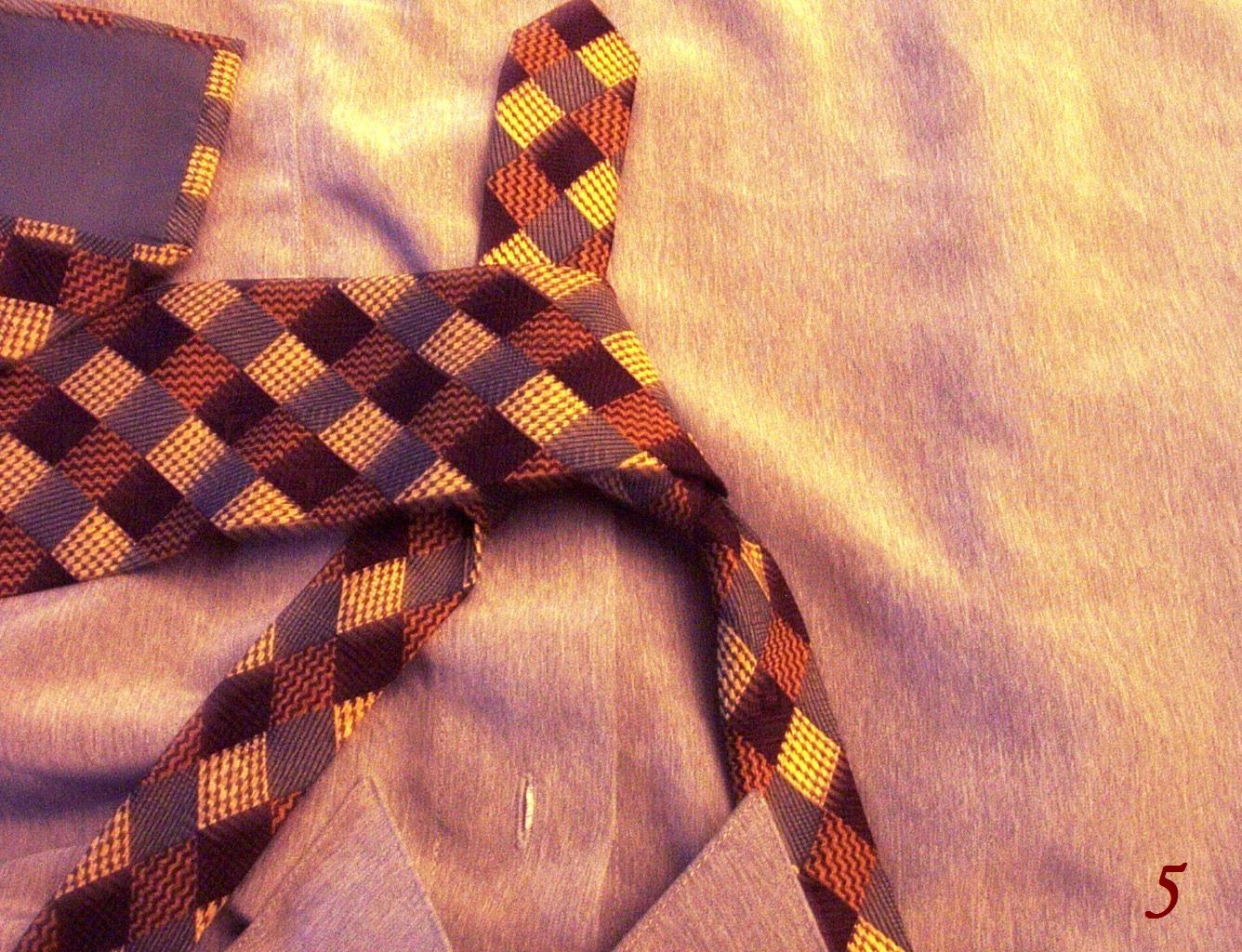
Passer devant le nœud. Cette partie constitue la partie définitive du nœud.
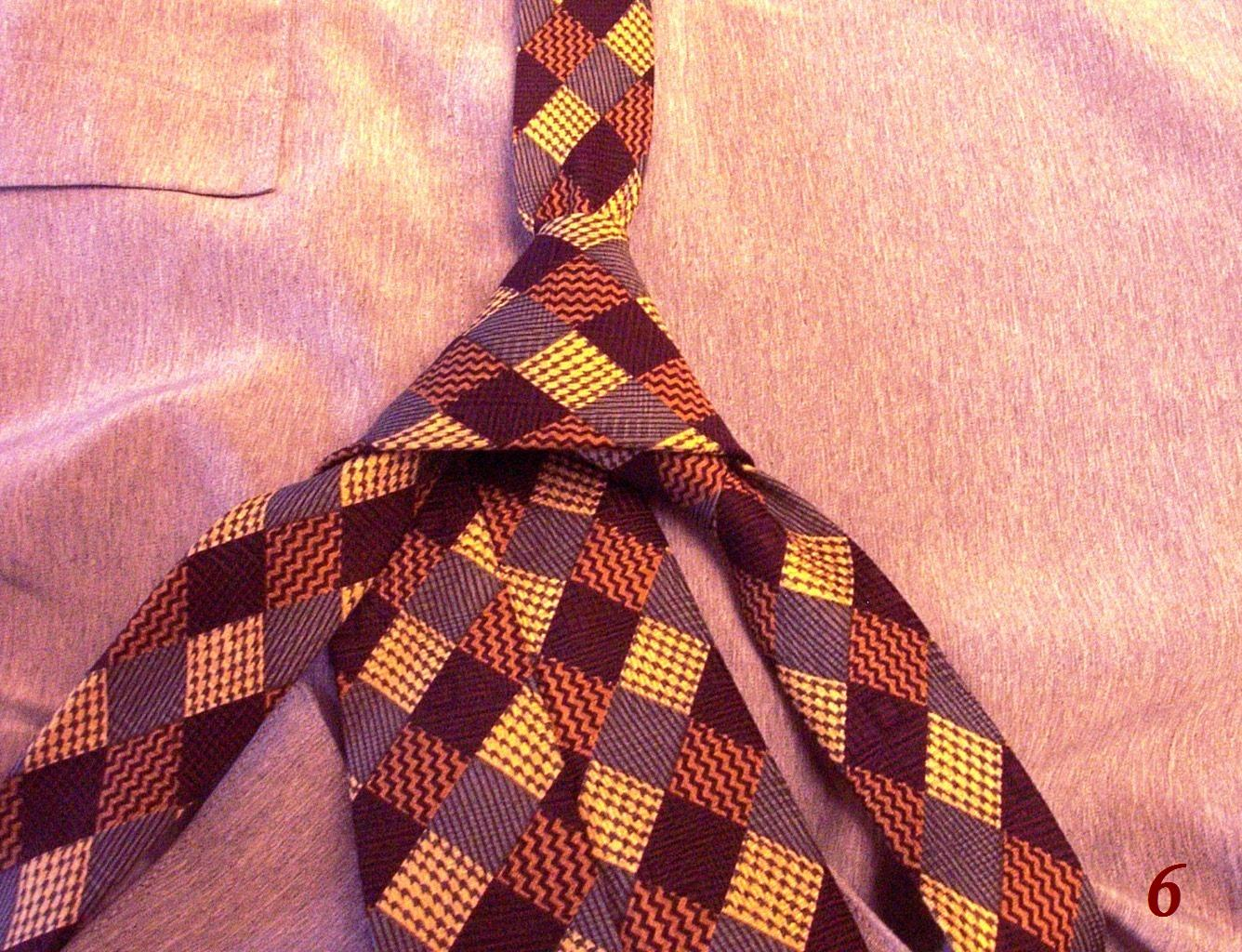
Passer derrière le premier brin.
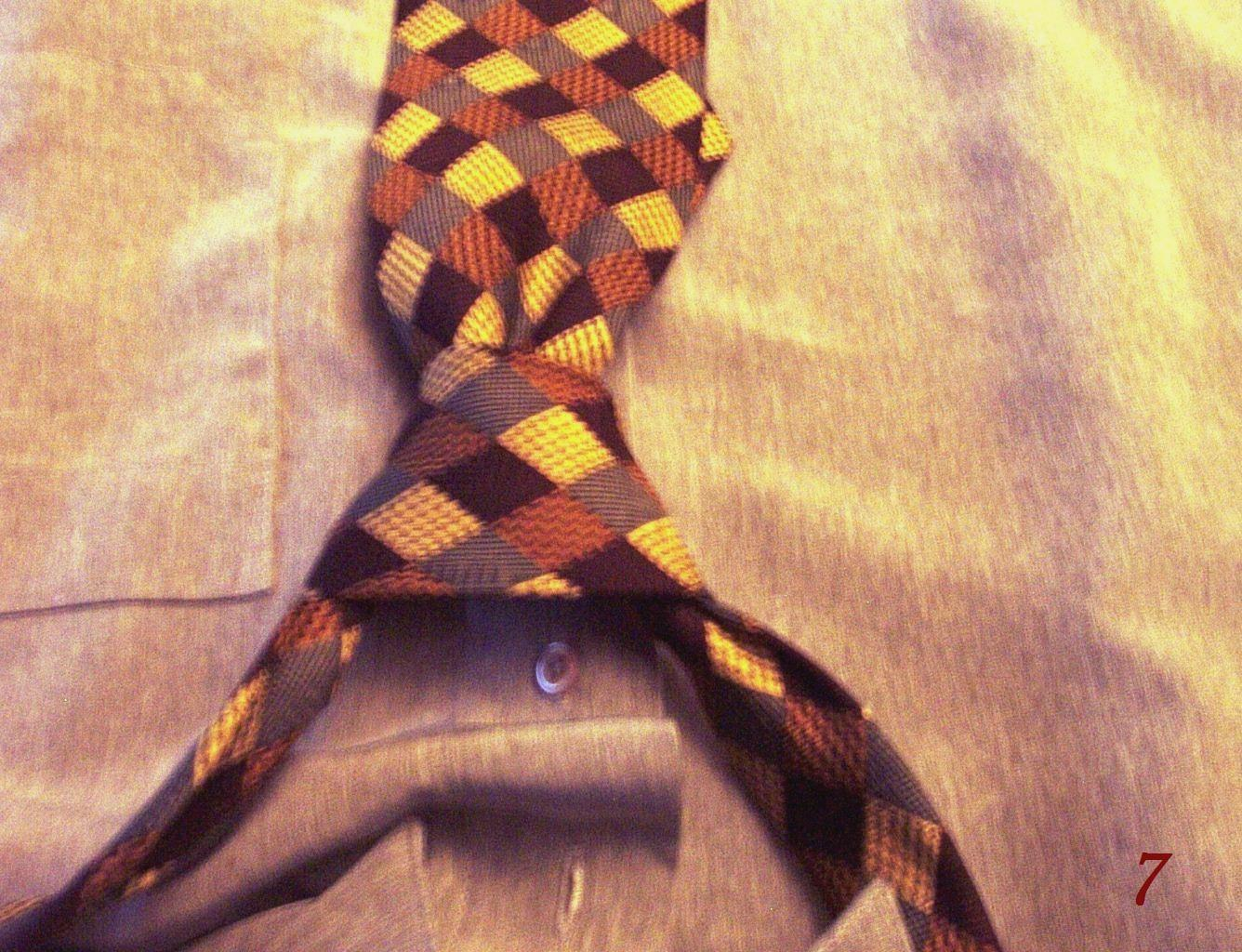
Passer dans le nœud sous le premier pli.
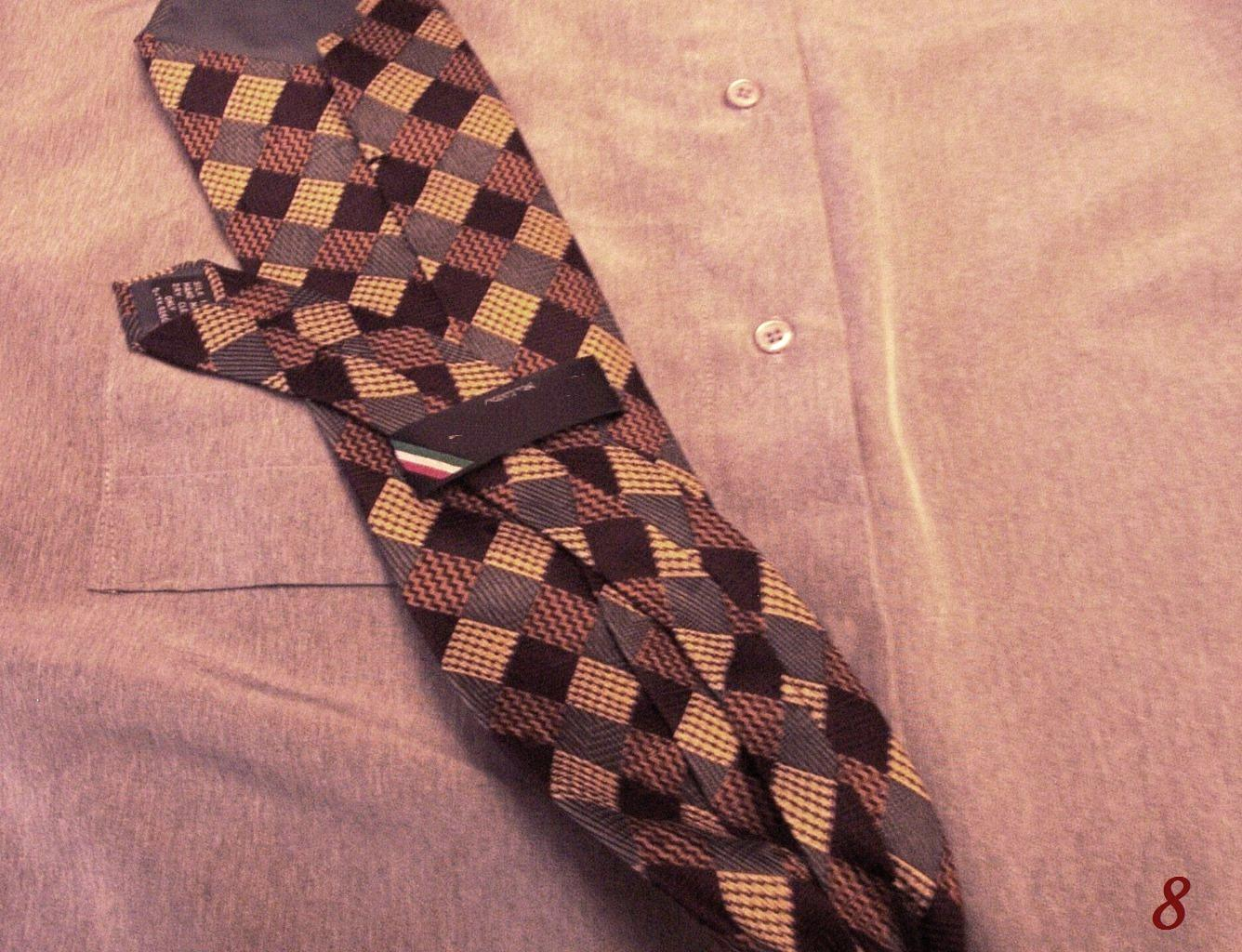
Ajuster le nœud en tirant sur le petit bout. Glisser le petit bout dans l'étiquette.
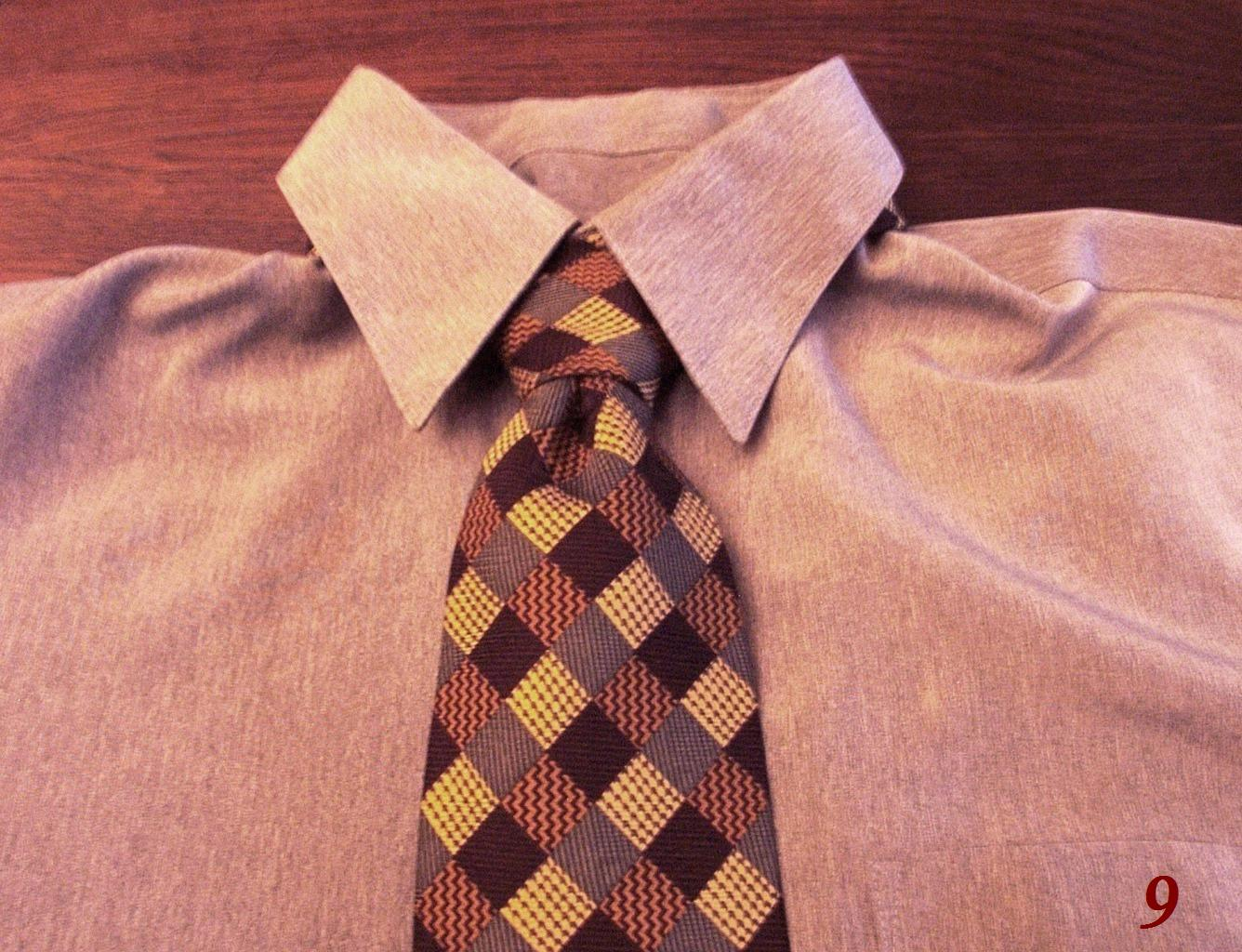
Le nœud peut présenter un pli central (photo), ou non.
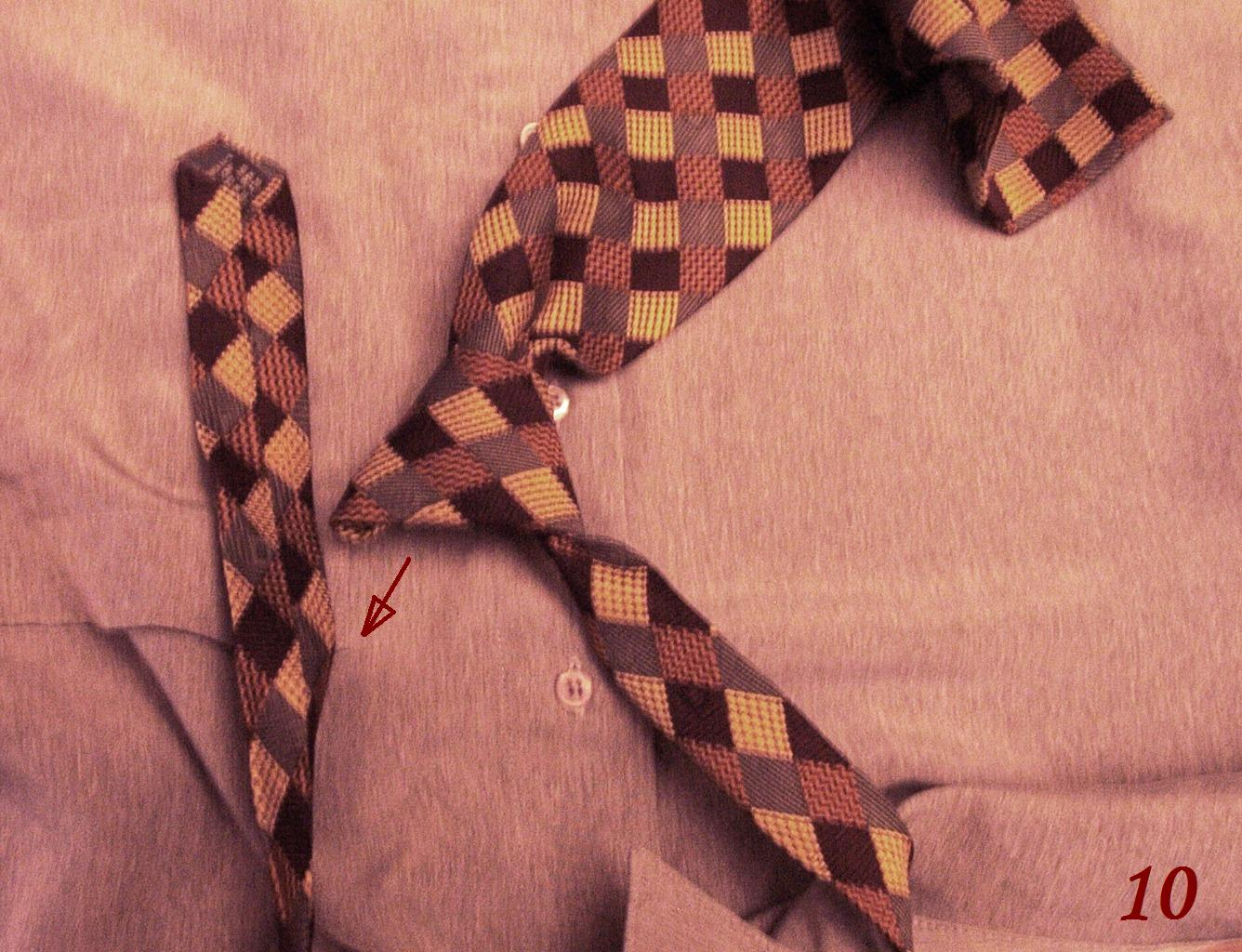
Pour retirer la cravate sortir complètement le petit bout.
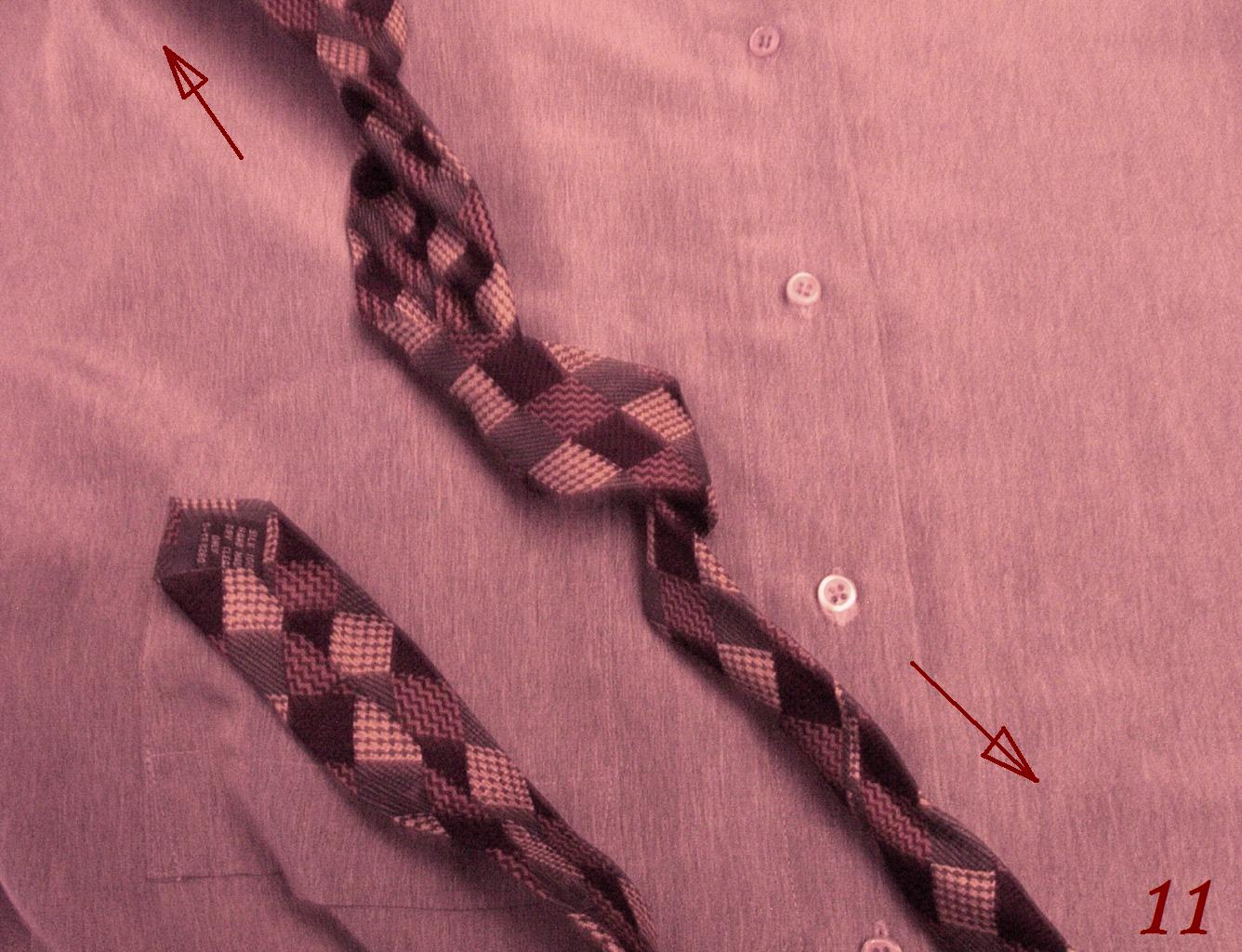
Claquer le nœud en tirant sur les deux extrémités.

Il existe de nombreux nœuds de cravate dont certains avec des variantes :
- le nœud simple ou « quatre en main » (variante : le nœud italien et le nœud Onassis) ;
- le nœud Victoria ou nœud double simple (variante : le nœud Prince Albert) ;
- le nœud William Thomson ou nœud Kelvin ou nœud double simple inversé (variante : le nœud de David) ;
- le Windsor ou nœud double ;
- le demi Windsor ;
- le Saint-André ;
- le Plattsburgh ;
- le Cavendish ;
- le Grantchester ;
- le Hanovre ;
- le Balthus.

Il existe également des « variantes » à la cravate :
- la lavallière ;
- la cravalière ;
- l'ascot. La cravate ascot tire son nom du champ de course anglais d’Ascot (Berkshire). Créée au XIXe siècle, c'est une version simplifiée de la lavallière, composée de deux larges extrémités plissées ou non et d'un ruban de cou, qui n'ont pas vocation à former un nœud. Il est possible de lui donner du volume avec une épingle (en or ou en argent, pouvant être sertie de pierres précieuses, permettant ainsi de montrer son statut social). À l'origine, elle se porte par-dessus la chemise, complétant la redingote, et est plutôt de couleur grise ou à pois blancs. Alors qu'on parlait au départ de « cravate ascot », on évoque davantage ensuite le « foulard ascot », bien qu'il s'agisse du même objet, mais porté directement autour du cou et placé sous la chemise. Popularisée dans les années 1930 et associée dans les années 1980 à une image m'as-tu-vu, elle a notamment été portée par Clark Gable ou Fred Astaire. Elle a depuis été interdite au Royal Ascot, étant considérée comme une cravate désuète[11].

## Dénombrement des nœuds
Dans son Art de mettre sa cravate, publié en 1827 sous le pseudonyme d'Émile de l'Empesé, Émile Marco de Saint-Hilaire énumère 13 manières « connues et usitées » de porter la cravate, du « nœud gordien » à la « cravate à la gastronome », et en ajoute 18 autres, « restées jusqu'à ce jour inédites ». Selon Riccardo Villarosa et Davide Mosconi, il existe 188 façons de nouer une cravate. Les mathématiciens américains Thomas Fink et Yong Mao n'en comptent que 85, dont seulement 13 sont « esthétiques » en termes de forme, de symétrie et d'équilibre,,. Cette affirmation a été contestée par des mathématiciens suédois et anglais, inspirés par une scène du film Matrix Reloaded, qui en décomptent dans un premier temps 177 147, puis 266 682.

## Dans les arts
- La Cravate est le titre du premier court métrage réalisé par Alejandro Jodorowsky, sorti en 1957.
- La Cravate est aussi le titre du premier roman de l'écrivaine autrichienne Milena Michiko Flašar, publié en 2012 [20].
- La Cravate est également le titre d'un film documentaire français réalisé par Mathias Théry et Étienne Chaillou, sorti en février 2020.